# Clofoctolo
Il clofoctolo è un antimicrobico attivo soprattutto contro i batteri Gram-positivi. Il farmaco agisce alterando la membrana plasmatica dei batteri e inibendone la sintesi della parete cellulare.

## Farmacocinetica
Il farmaco è bene assorbito attraverso la mucosa rettale.

Dopo la somministrazione rettale si raggiunge un picco ematico massimo a distanza di circa 30 minuti.

Il farmaco si distribuisce rapidamente in tutti i tessuti. Le concentrazioni più elevate sono raggiunte soprattutto a livello dell'apparato respiratorio.

L'eliminazione avviene principalmente attraverso la bile.

## Tossicologia
La DL50, per via orale, nei ratti maschi è > 4 g/kg.

## Usi clinici
Il clofoctolo è indicato per il trattamento di infezioni acute e croniche delle vie respiratorie superiori e per le infezioni tracheobronchiali.

Viene inoltre utilizzato in terapia preventiva e curativa delle infezioni in otorinolaringoiatria e stomatologia.

## Controindicazioni
Il farmaco non deve essere somministrato a soggetti con ipersensibilità nota.

## Dosi terapeutiche
Il clofoctolo viene somministrato sotto forma di supposte.
Il dosaggio normale per gli adulti è di 750 mg due volte al giorno.
Il dosaggio riservato ai bambini e lattanti è di 200 –400  mg/die.